# 신개
신개(申槩, 1374년(공민왕 23년) ∼ 1446년(세종 28년))는 조선의 문신이다. 본관은 평산(平山). 자는 자격(子格), 호는 인재(寅齋)이다.
문과 급제 후 공조판서, 형조참판, 예문관대제학 등을 거쳐 우의정과 좌의정을 지냈다. 고려사 편찬에 참여하였고 의정부 서사제도(議政府署事制度)의 폐지를 주장하여 실현시켰다. 시호는 문희(文僖)이다. 문희공파의 파조이시다.
신상의 증조부이며 신립의 5대조이다.

## 생애
고려 말 조선 초의 문신으로 본관은 평산(平山), 자는 자격(子格), 호는 인재(寅齋)로 할아버지는 봉익대부(奉翊大夫) 전리판서(典理判書) 수문전대제학(修文殿大提學) (고려조 종2품) 신집이며, 아버지는 중정대부 종부시 영(宗簿寺令)(고려조 종3품) 신안(申晏)이고, 어머니는 문하찬성사(門下贊成事) 임세정(任世正)의 딸이다.
신개는 어릴 때부터 총명하여 글을 잘 지었다. 공양왕 2년(1390) 사마시에 합격하고, 조선 건국 후 태조2년(1393) 식년 문과에 급제하여 검열이 되었다. 그 뒤 여러 관직을 역임하고 사헌부감찰·습유·좌정언·형조좌랑·호조좌랑·충청도도사·사간원헌납·이조정랑·의정부사인·예문관제학·판승문원사 등을 지냈다. 태종 13년(1413) 우사간대부로 춘추관편수관과 지제교를 겸하였다. 태종 17년(1417년) 공조참판을 거쳐 그해 공조판서가 되어 천추사(千秋使)로 명나라에 다녀왔다.
세종 즉위 후 전라도·경상도·황해도의 관찰사를 거쳐 형조 참판 · 진주 목사 · 우군총제 · 좌군총제 · 예문관대제학, 전라도 관찰사, 중군도총제, 대사헌 등을 역임하고, 세종 15년(1433) 야인이 자주 변경을 침입하여 큰 피해를 입히자 대신들의 반대에도 불구하고 정벌을 강력히 주장하여 야인들을 토벌하도록 하였다. 세종 16년 이조판서로 사은사(謝恩使)가 되어 명나라에 다녀왔다. 뒤이어 형조 판서를 거쳐 우참찬이 되어 지춘추관사를 겸임하면서 《고려사(高麗史)》 편찬에도 참여하였다. 세종 18년(1438) 찬성으로 승진되어 세자 이사(世子貳師) · 집현전 대제학을 겸임하였고, 임금이 의논할 일이 있으면 매번 내전으로 불러 의논하였다.
세종 19년 염법을 시행할 것을 청하였으며, 세종 19년(1439년) 의정부우의정으로 승진하고, 세종 24년(1422년)에는 감춘추관사로 권제와 더불어 《고려사(高麗史)》를 편찬하였다. 1444년 궤장(廓杖)을 하사받고 기로소(耆老所)에 들어갔으며, 세종 27년(1445년) 의정부좌의정이 되자 공법과 축성 등에서 백성에게 불편한 점을 건의하여 시정토록 하였다. 세종 묘정에 배향되고 시호는 문희이며 저서로는《인재문집》(寅齋文集) 이 있다. 신개는 신상의 증조부이며, 임진왜란 때 충주 탄금대에서 전사한 신립의 5대조이다.

## 가족 관계
- 할아버지 : 신집(申諿)
  - 아버지 : 신안(申晏) - 종부시령
  - 어머니 : 임세종(任世宗)의 딸
    - 형님 : 신감(申鑑)
    - 동생 : 신효(申曉)
    - 동생 : 신건(申虔)
    - 본처 : 채원경(蔡元敬)의 딸
    - 후처 : 김가명(金可銘)의 딸, 선산 김씨
    - 장남 : 신자준(申自準)
      - 손자 : 신숙평(申叔平)
      - 손자 : 신중평(申仲平)
      - 손자 : 신말평(申末平) - 신립의 증조부

    - 차남 : 신자승(申自繩) - 대사성, 신사임당의 증조부
    - 차자부 : 정선공주의딸 의령 남씨
      - 손자 : 신숙권(申叔權) - 신사임당의 조부
        - 증손자: 신명화
          - 현손녀:신사임당

    - 삼남 : 신자형(申自衡)

## 기타
오랜 관직생활을 하면서 많은 치적을 남겼는데, 그 가운데서도 의정부 서사제도(議政府署事制度)의 폐지를 주장하여 그 실현을 본 것과 야인(野人)의 토벌을 주장한 것 등은 그 대표적인 것이었다. 세종 묘정(廟庭)에 배향(配享)되었으며, 시호는 문희(文僖)이다. 저서로 《인재문집(寅齋文集)》이 있다.

## 저서
- 《고려사》(高麗史)(공저)
- 《인재문집》(寅齋文集)

## 참고 문헌
- 太祖實錄
- 太宗實錄
- 世宗實錄
- 國朝人物志